# Camillo Ballin
Camillo Ballin MCCJ (Fontaniva, 24 de junho de 1944 — Roma, 12 de abril de 2020) foi professor e religioso ítalo-barenita da Igreja Católica Romana que serviu como vigário apostólico do Kuwait, de 2005 a 2011, e, a partir de então, da Arábia Setentrional, cargo que ocupou até sua morte.

## Biografia

### Juventude
Ballin nasceu em Fontaniva, na província de Pádua, Itália, filho do casal Angelo e Lucia Ballin, e tinha três irmãs, Angela Rosa, Bertilla Maria e Anna Lucia, todas as quais viriam ser membros da Congregação das Pequenas Irmãs da Sagrada Família, e um irmão mais velho, Alfonso, morto aos sete anos, em 1946. Também sua mãe Angela faleceu aos 35 anos, em 1947. Seu pai Angelo casou-se novamente e, desse novo matrimônio, teve um filho ao qual deu o mesmo nome do que faleceu.
Fez seus estudos fundamentais em sua cidade natal, foi buscar ensino superior em Vicenza. Aí ingressou no Seminário Diocesano, porém, em 1963, transferiu-se para o noviciado do Instituto Religioso dos Missionários Combonianos do Sagrado Coração de Jesus em Gozzano. Fez sua primeira profissão em 9 de setembro de 1965. Seguidamente foi para Venegono e, em 9 de setembro de 1968, emitiu a profissão perpétua.

### Presbiterado
Foi ordenado presbítero em 30 de março de 1969 em Casteletto sul Garda, Verona, na casa-mãe de suas irmãs religiosas. Escolheu esta data para o evento por ser o aniversário de óbito de sua mãe. Logo após sua ordenação, encontrou-se com o padre que confessou sua mãe no leito de morte e este revelou-lhe que ela ofereceu sua vida para que ele e suas irmãs se tornassem religiosos e pediu ao seu esposo que se casasse novamente.
Camilo pediu insistentemente aos seus superiores para que fosse enviado para atuar nos países árabes. Assim, foi mandado para Damasco, na Síria, e depois para Zahle, no Líbano, para o estudo da língua árabe por dois anos. Logo em seguida, iniciou seu apostolado sacerdotal na Paróquia Latina de São José em Zamalek, no Cairo, Egito, onde foi pároco de 1971 a 1977. Transferiu-se então para o Líbano e depois para Roma, Itália, por motivos de estudo, obtendo licenciatura em rito oritental pelo Pontifício Instituto Oriental em 1980.
De 1981 a 1990, foi professor no Instituto de Teologia no Cairo e superior provincial de sua congregação no Egito. Em 1990, foi transferido para a província do Sudão, onde fundou um Instituto de Teologia em árabe para professores de religião nas escolas, instituto este que viria a ser englobado pela Universidade Comboniana de Cartum. Entre 1997 e 2000, esteve em Roma, novamente no Pontifício Institu para seu doutorado sobre a história da Igreja no Sudão, especialmente durante o Estado Madista (1881-1898), período no qual a prática de qualquer outra religião que não fosse o islamismo madista era estritamente proibida. Sua pesquisa foi sobre como cristãos e judeus viviam nesses anos de perseguição. Em 2000, assumiu a direção do Centro de Estudos Árabes e Islâmicos Dar Comboni no Cairo, e foi professor de história da Igreja no Seminário Maior Inter-Ritual.
Em 2004, publicou dois de seus muitos escritos em árabe: Os Modos do Espírito e História da Igreja.

### Episcopado
O Papa Bento XVI nomeou-o vigário apostólico do Kuwait com sé episcopal titular em Arna em 14 de julho de 2005. Sua sagração episcopal e posse se deu na Catedral da Cidade do Kuwait, dedicada à Sagrada Família, por imposição das mãos de Dom Crescenzio Cardeal Sepe, prefeito da Congregação para a Evangelização dos Povos, auxiliado por Dom Giuseppe De Andrea, núncio emérito no Kuwait, e Dom Frei Francis George Adeodatus Micallef, OCD, vigário apostólico emérito do Kuwait. Em 31 de maio de 2011, após uma reorganização nas circunscrições eclesiásticas na Península Arábica, o Vicariato do Kuwait passou a se chamar Vicariato Apostólico da Arábia Setentrional, e Dom Camilo foi mantido como seu incumbente. A nova circunscrição abrange os países do Kuwait, Bahrein, Catar e Arábia Saudita.
Em agosto de 2012, transferiu sua residência do Kuwait para o Bahrein, cujo rei Hamad Bin Isa Al Khalifa o presenteou com a cidadania barenita, um passaporte e 9.000 metros quadrados de terra para uma catedral em 11 de fevereiro de 2013. O Reino do Bahrein é um dos poucos países do Conselho de Cooperação do Golfo a ter uma população cristã local desde 1930. Dom Camillo pediu e obteve da Santa Sé o privilégio da Virgem Maria, sob o título de Nossa Senhora da Arábia, proclamada padroeira de ambos vicariatos do Norte e do Sul em 5 de janeiro de 2011 e uma solenidade celebrada em sua honra no sábado anterior ao segundo domingo do Tempo Comum. Dom Camillo devotou seus últimos anos à causa da construção da Catedral em Awali, Bahrein, iniciada em 2014. Todavia, não chegou a concluí-la.
Dom Camillo serviu com realismo apostólico e perspicácia as muitas comunidades de católicos batizados — dois milhões e meio, dos quais um e meio na Arábia Saudita, sem igrejas — que chegaram em seu vicariato seguindo o fluxo de imigração por trabalho oriundos de diversos países, especialmente da Índia e das Filipinas. Uma cristandade multilíngue e multicolorida que cresceu sem qualquer esforço estratégico missionário de evangelização, originada de interesses vitais e concretos quem impulsionaram milhares de pessoas a deixarem suas nações em busca de um salário decente.
Em seus discursos públicos, ao responder questionamentos que enfatizavam as oposições entre cristianismo e islamismo, Dom Camillo afirmava que nos países integrantes do seu vicariato "não há perseguições em curso", que nunca tentou converter um muçulmano à cristandade, e lembrava que, mesmo naqueles países, a missão consistia em "imitar Jesus". Por ocasião do assassinato de quatro Irmãs Missionárias da Caridade e mais doze civis, em 4 de março de 2016, no Iêmen, pelo comando de terroristas que atacaram um lar de idosos na cidade de Aden, declarou à Fides que "quanto mais a Igreja está mais próxima de Jesus mais ela participa de sua paixão". E continuou: "Cristão que está longe de Cristo nunca será tocado pela perseguição, enquanto o cristão que se aproxima de Cristo se envolve em sua paixão e morte e estará perto dEle na glória de sua vitória".

### Falecimento
Dom Camillo já demonstrava sinais de debilidade quando caiu enfermo em 4 de fevereiro de 2020, durante uma visita pastoral a Riade, na Arábia Saudita, e levado a um hospital local. Diagnosticado com câncer de pulmão, cinco dias depois transferiu-se para a Casa Geral dos Combonianos em Roma, e iniciou seu tratamento na Policlínica Gemelli. Em 7 de abril, porém, ao cair inconsciente, foi transferido para a unidade de cuidados paliativos do Hospício de Villa Speranza, onde veio a falecer na tarde do Domingo da Ressurreição, 12. Devido às restrições impostas pela pandemia de covid-19, os ritos funerais e a missa de réquiem foram adiadas e, após três dias na Casa Geral dos Combonianos, seu cadáver foi levado para Fontaniva e sepultado no jazigo de sua família.
O Vicariato Apostólico da Arábia Setentrional ficou vacante por quase três anos. Em 13 de maio de 2020, o Papa Francisco designou Dom Frei Paul Hinder, OFMCap, vigário apostólico da Arábia do Sul, como administrador apostólico. Enfim, em 28 de janeiro de 2023, o Pontífice nomeou o Pe. Aldo Berardi, da Ordem da Santíssima Trindade, como sucessor efetivo de Dom Camillo.